# Фојхтванген
Фојхтванген (њем. Feuchtwangen) град је у њемачкој савезној држави Баварска. Једно је од 58 општинских средишта округа Ансбах. Према процјени из 2010. у граду је живјело 12.206 становника. Посједује регионалну шифру (AGS) 9571145.

## Географски и демографски подаци
Фојхтванген се налази у савезној држави Баварска у округу Ансбах. Град се налази на надморској висини од 452 метра. Површина општине износи 137,2 km². У самом граду је, према процјени из 2010. године, живјело 12.206 становника. Просјечна густина становништва износи 89 становника/km².

## Међународна сарадња
| Мјесто    | Држава    | Врста сарадње | Од    |
| --------- | --------- | ------------- | ----- |
| Јингјианг | Кина      | контакт       | 2004. |
| Лана      | Италија   | пријатељство  | 1967. |
|           | Француска | партнерство   | 1968. |
| Извор     |           |               |       |